# Madrid Tennis Grand Prix 1985
Il Madrid Tennis Grand Prix 1985 è stato un torneo di tennis giocato sulla terra rossa. È stata la 14ª edizione del Madrid Tennis Grand Prix che fa parte del Nabisco Grand Prix 1985. Si è giocato a Madrid in Spagna dal 13 al 19 maggio 1985.

## Campioni

### Singolare
Andreas Maurer ha battuto in finale  Lawson Duncan con il punteggio di 7–5, 6–2

### Doppio
Givaldo Barbosa /  Ivan Kley hanno battuto in finale  Jorge Bardou /  Alberto Tous con il punteggio di 7–6, 6–4